# Obedišće
 Obedišće  falu Horvátországban Zágráb megyében. Közigazgatásilag Križhez tartozik.

## Fekvése
Zágrábtól 50 km-re, községközpontjától  4 km-re délkeletre, a Csázma jobb partján, az A3-as autópálya és a megye délkeleti határa mellett  fekszik.

## Története
1857-ben 301, 1910-ben 316 lakosa volt. Trianon előtt Belovár-Kőrös vármegye Križi járásához tartozott. A településnek 2001-ben 684 lakosa volt.

## Lakosság
| Lakosság változása | Lakosság változása | Lakosság változása | Lakosság változása | Lakosság változása | Lakosság változása | Lakosság változása | Lakosság változása | Lakosság változása | Lakosság változása | Lakosság változása | Lakosság változása | Lakosság változása | Lakosság változása | Lakosság változása |
| ------------------ | ------------------ | ------------------ | ------------------ | ------------------ | ------------------ | ------------------ | ------------------ | ------------------ | ------------------ | ------------------ | ------------------ | ------------------ | ------------------ | ------------------ |
| 1857               | 1869               | 1880               | 1890               | 1900               | 1910               | 1921               | 1931               | 1948               | 1953               | 1961               | 1971               | 1981               | 1991               | 2001               |
| 301                | 280                | 261                | 260                | 323                | 316                | 334                | 451                | 520                | 589                | 648                | 718                | 664                | 672                | 684                |

## Külső hivatkozások
Križ község hivatalos oldala